# A831-es autópálya (Németország)
Az A831-es autópálya (németül: Bundesautobahn 831) egy autópálya Németországban. Hossza 2,3 km.